# Carl Abraham Bergman

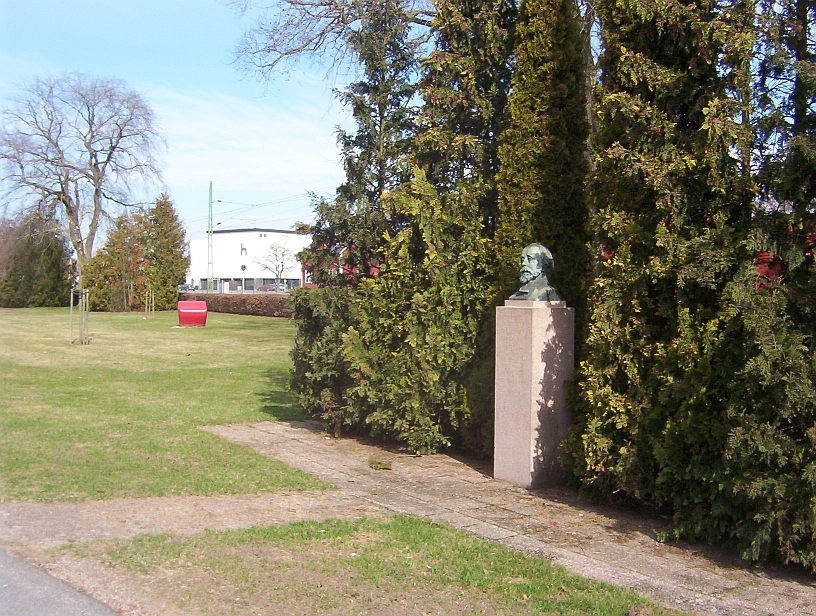
Byst av Carl Abraham Bergman i Vinslöv.

Carl Abraham Bergman, född den 20 april 1800 i Vinslövs socken, död där den 28 mars 1889, var en svensk skolman och präst, far till generalen Gustaf Bergman.
Bergman disputerade för filosofie magistergraden i Lund 1823, och blev medicine doktor 1829. Han tog även en präst- och pastoralexamen och prästvigdes 1830. Efter tjänstgöring vid Malmö lärdomsskola och Lunds katedralskola blev Bergman rektor vid den sistnämnda 1827. Han blev kyrkoherde i Vinslöv och Nävlinge 1831 och var kontraktsprost 1865–1867. 
Bergman umgicks främst i konservativa och adliga kretsar och uppvisade liberala och demokratiska sympatier. Till en början ägande han sig åt undervisningsfrågor och verkade både för den lärda skolan och för folkskolan, tog initiativet till en växelundervisningsskola i Lund, och anslöt sig till Carl Adolph Agardhs program i skolorganisationsfrågorna, varigenom han bröt med nyhumanisternas bildningsideal, och yrkade på samma utbildningsmöjligheter för allmogen som för andra.
Under inflytande av grundtvigska idéer tog han verksam del i upprättandet av Önnestads folkhögskola 1868. Själv till en början rationalistiskt påverkad, greps han allt starkare av den religiösa väckelsen och blev tillsammans med H.B. Hammar och P.P. Welinder en av förgrundsgestalterna i det nordskånska fromhetslivets historia under den här tiden. Vid kyrkokonferensen i Helsingborg (1853) deltog han i bildandet av en skånsk grupp av den Evangeliska alliansen och blev vid stiftandet av Kristianstads traktatsällskap (1855) dess förste vice ordförande. Mot slutet av sitt liv blev Bergman åter mer orienterad till Svenska kyrkan.
Bergman utgav i skrift ett trettiotal skrifter om skolväsendet och i andliga frågor.